# Full Frontal
Full Frontal is een Amerikaanse film uit 2002 geregisseerd door Steven Soderbergh. De hoofdrollen worden vertolkt door David Duchovny en Nicky Katt. Laatstgenoemde werd voor zijn rol genomineerd voor een Satellite Award.

## Verhaal
De film gaat over een dag in het leven van mensen in Hollywood.

## Rolverdeling
- David Duchovny - Bill/Gus
- Nicky Katt - Hitler
- Catherine Keener - Lee
- Brian Krow - Bellboy
- Mary McCormack - Linda
- David Hyde Pierce - Carl
- Julia Roberts - Catherine/Francesca
- Blair Underwood - Nicholas/Calvin
- Enrico Colantoni - Arty/Ed
- Erika Alexander - Lucy
- January Jones - Tracy

Sex, Lies, and Videotape (1989) · Kafka (1991) · King of the Hill (1993) · Underneath (1995) · Gray's Anatomy (1996) · Schizopolis (1996) · Out of Sight (1998) · The Limey (1999) · Erin Brockovich (2000) · Traffic (2000) · Ocean's Eleven (2001) · Solaris (2002) · Full Frontal (2002) · Ocean's Twelve (2004) · Bubble (2005) · The Good German (2006) · Ocean's Thirteen (2007) · The Argentine (2008) · Guerrilla (2008) · The Girlfriend Experience (2009) · The Informant! (2009) · Contegian (2011) · Haywire (2011) · Magic Mike (2012) · Side Effects (2013) ·  Behind the Candelabra (2013) ·  Logan Lucky (2017) · Unsane (2018) · High Flying Bird (2019) · The Laundromat (2019) · Let Them All Talk (2020) · No Sudden Move (2021) · Kimi (2022) · Magic Mike's Last Dance (2023) · Presence (2024) · Black Bag (2025)